# Audi A4 V
Cet article concerne la cinquième génération de l’Audi A4. Pour des informations générales sur l’Audi A4, consultez Audi A4.
L'Audi A4 B9 (désignation de type interne 8W) est la cinquième gamme de l’Audi A4, véhicule de la catégorie familiale routière. L'A4 B9 a été officiellement présentée fin juin 2015 sur Internet. En septembre 2015, le véhicule a été présenté au public lors du Salon de l'automobile de Francfort et la même année, elle a reçu le volant d'or dans la catégorie des voitures familiale routière.
Pour la première fois dans l'histoire de l'A4, la berline tricorps et la variante break (Avant) sont apparues en même temps. Audi a livré les premiers véhicules en octobre 2015.
La B9 est basée sur la matrice longitudinale modulaire (plate-forme MLB) "MLB Evo" développée par le groupe Volkswagen, sur laquelle la deuxième génération de l'Audi Q7, qui a été lancée en juin 2015, est également fondée.
La gamme B9 est fabriquée sur deux sites de production. Alors que la berline, les modèles Avant et S sortent de la chaîne de montage de l'usine Audi d'Ingolstadt, seule la berline est construite à Neckarsulm. Dans le VIN, l'Audi A4 B9 a le code de série F4.

## Changements par rapport à la prédécesseur

### Conception
La carrosserie de la cinquième génération d’A4 a reçu une calandre à cadre unique plus basse et plus large dans la zone du pare-chocs avant. La ceinture de caisse commence par le capot et s'étend jusqu'au bord extérieur des ailes arrière. De profil, la B9 est similaire à sa devancière, à l'exception des rétroviseurs extérieurs montés sur le haut de la porte. L'arrière a reçu des feux arrière étroits, avec des réflecteurs séparés montés dans la zone extérieure inférieure du pare-chocs arrière.
L'intérieur, basé sur celui de la deuxième génération de l'Audi Q7 disponible depuis juin 2015, a reçu une plus grande révision visuelle. Selon l'équipement, il y a un écran couleur autonome et fixe de 7 ou 8,3 pouces avec une définition de 800 × 480 ou 1 024 × 480 pixels sur le tableau de bord, qui sert à afficher les données de navigation et d'infodivertissement. Les commandes du tableau de bord sont disposées horizontalement. L'unité de commande pour la climatisation est directement située sous les bouches d'aération. Sous la climatisation, les fonctions les plus importantes du véhicule sont accessibles via une rangée de commutateurs supplémentaire.
La dernière génération de MMI peut être utilisée comme interface de commande, avec laquelle l'utilisation est simplifiée en éliminant certains boutons, la navigation dans les menus a été révisée et huit boutons de sélection rapide peuvent être attribués. Selon l'équipement, le bouton rotatif/poussoir dispose également d'une fonction joystick et pavé tactile. La position du terminal MMI dépend de la variante de transmission. Alors que l'unité de commande MMI est située devant le sélecteur de vitesses sur les véhicules à transmission automatique, elle est positionnée derrière le levier de vitesses sur les véhicules à transmission manuelle.

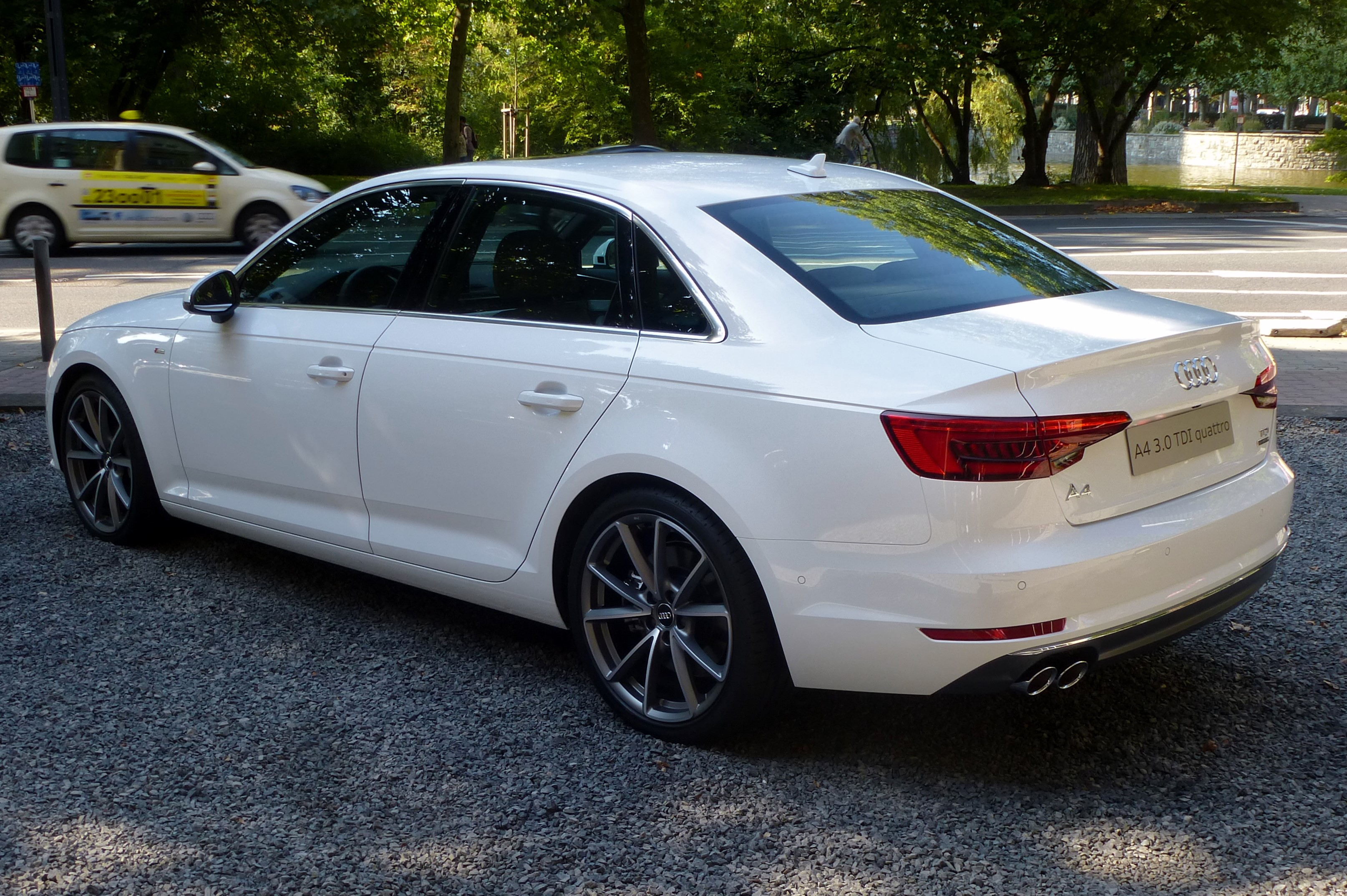
Vue arrière.
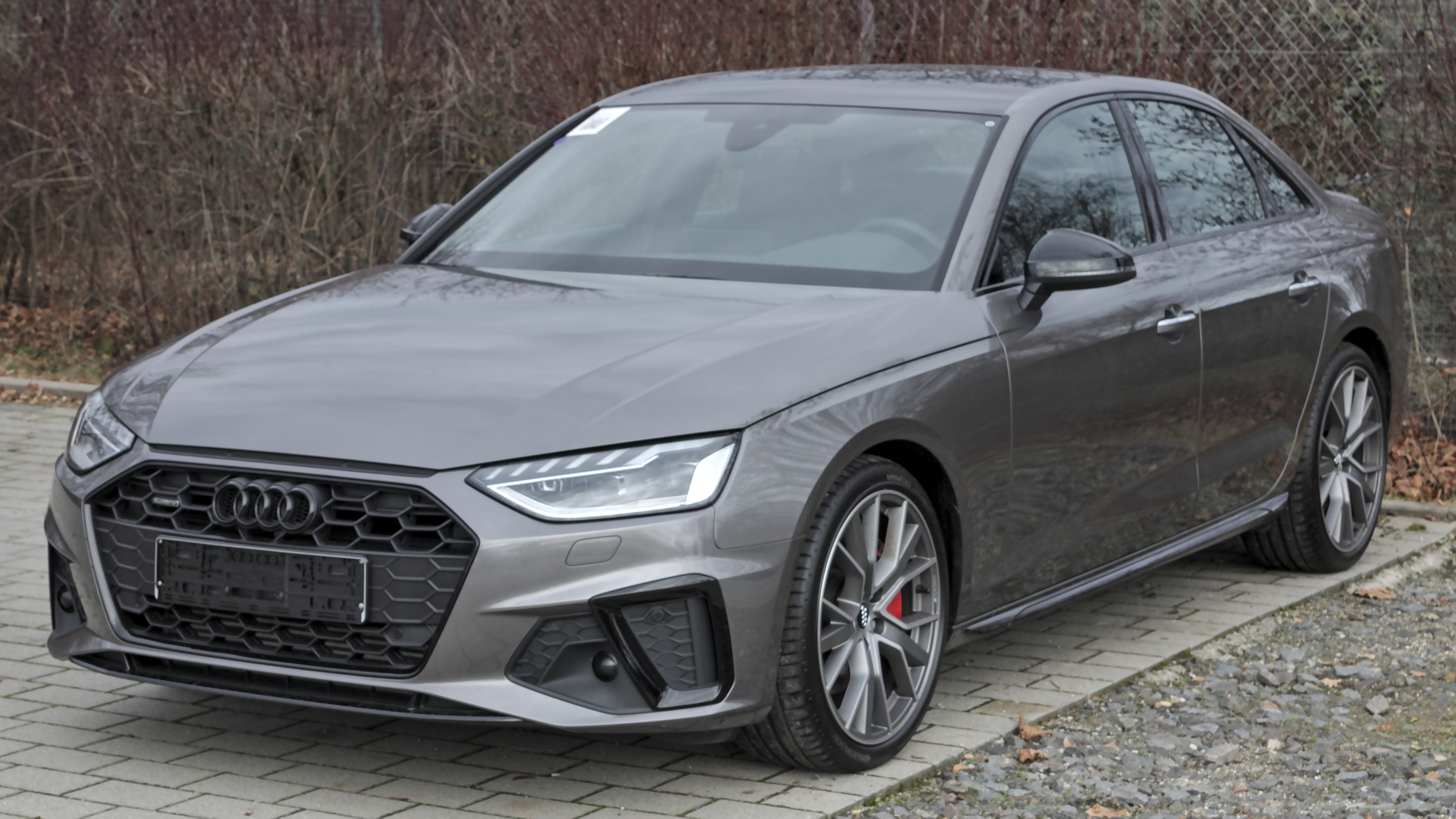
Audi A4 (depuis 2019).
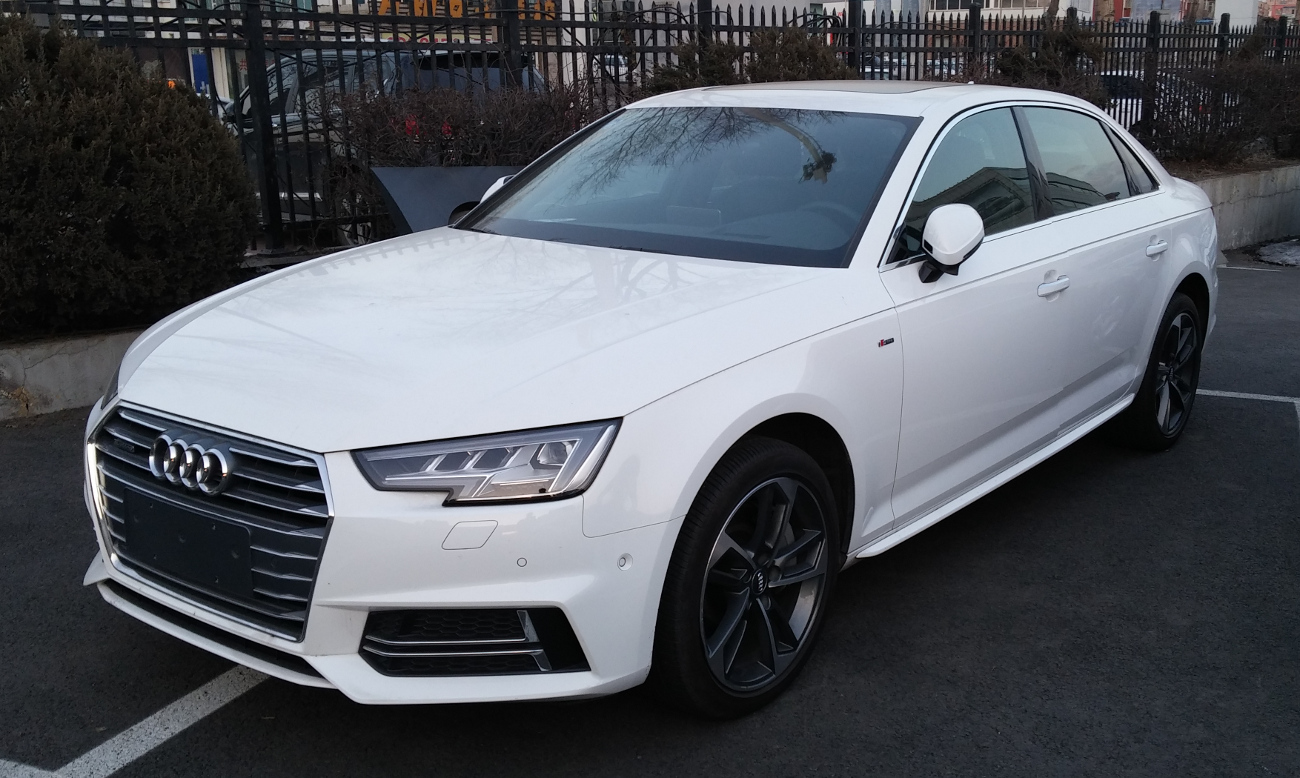
Audi A4L (depuis 2016).
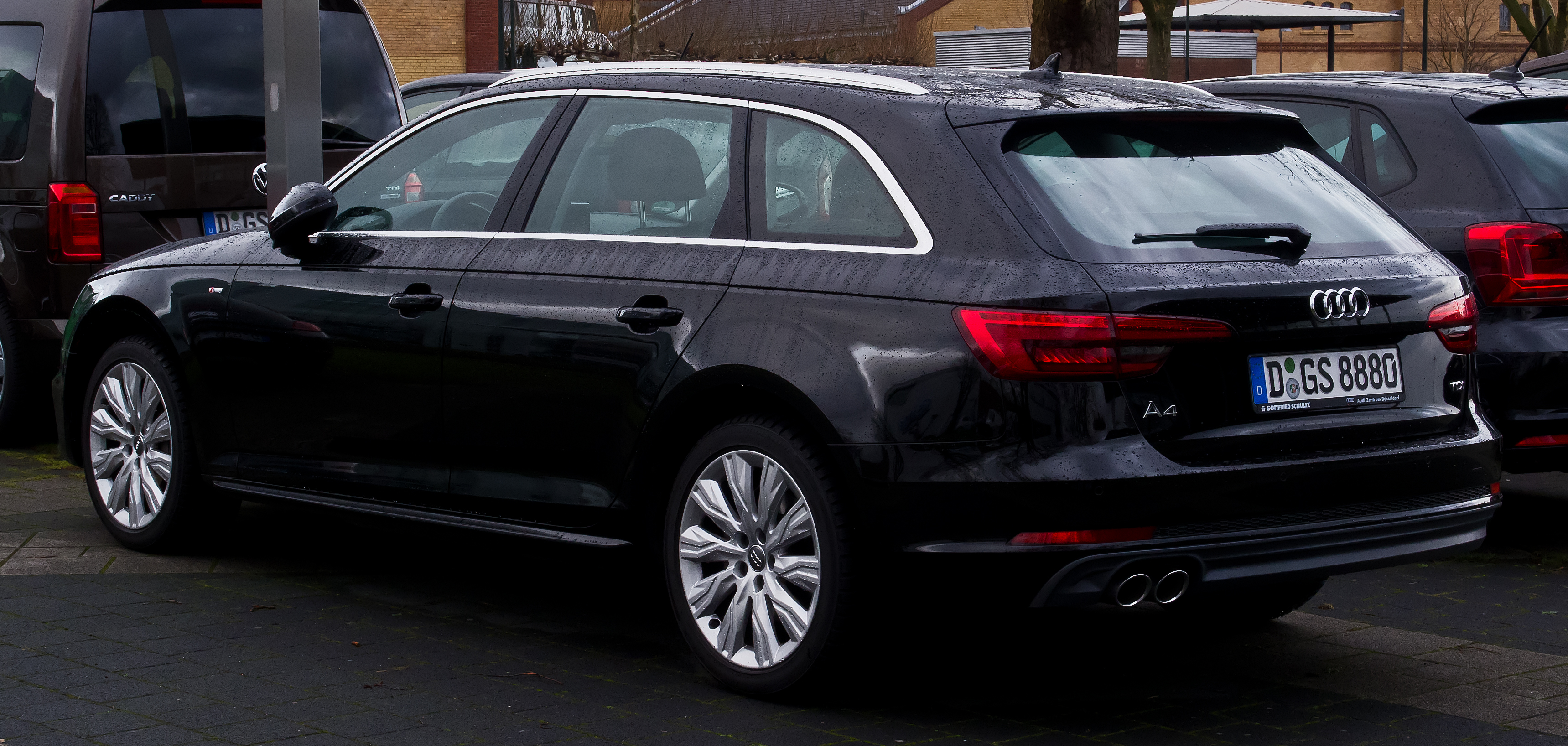
Audi A4 Avant 3.0 TDI (2015–2019).
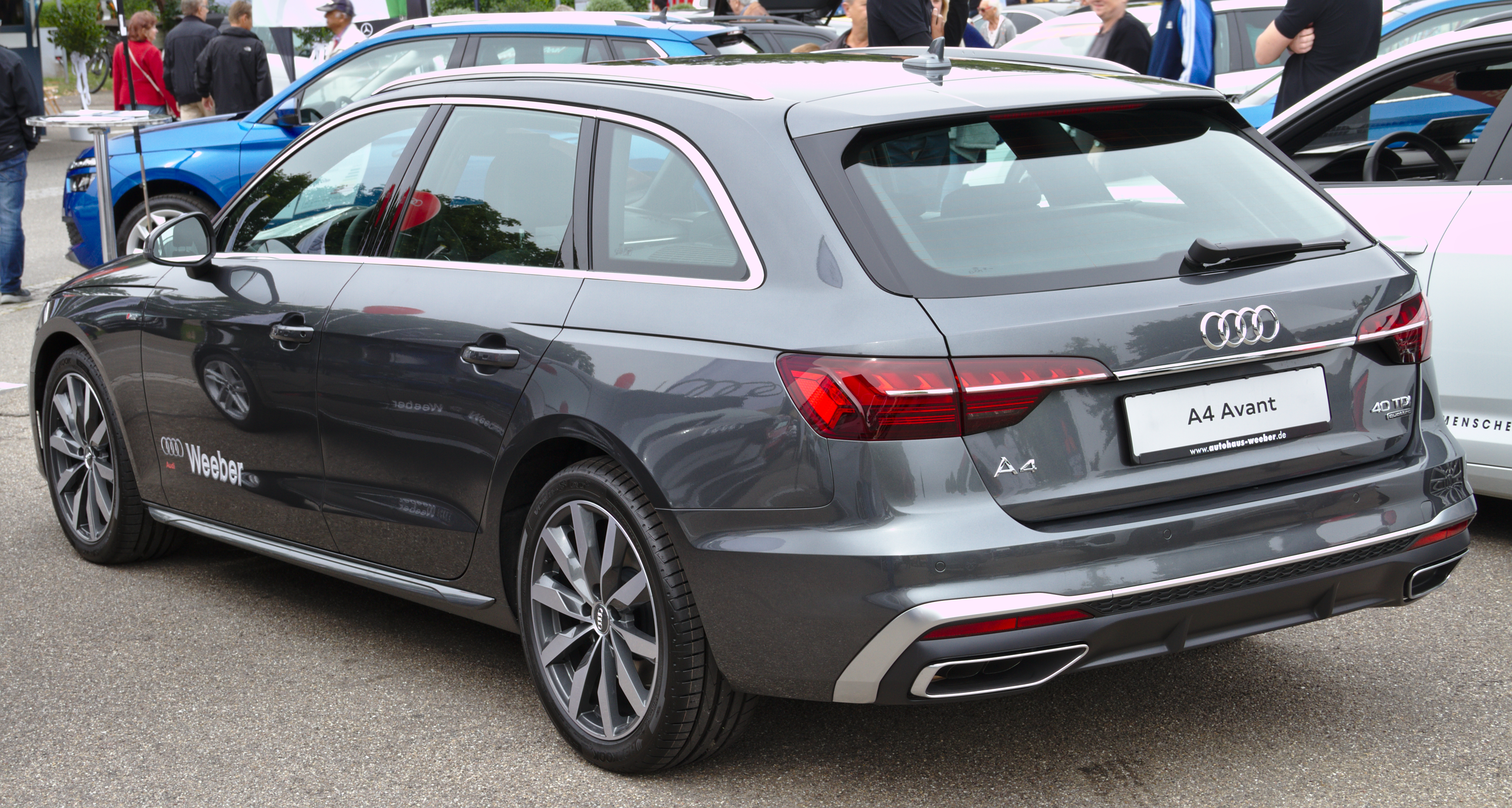
Audi A4 Avant 40 TDI quattro (depuis 2019).
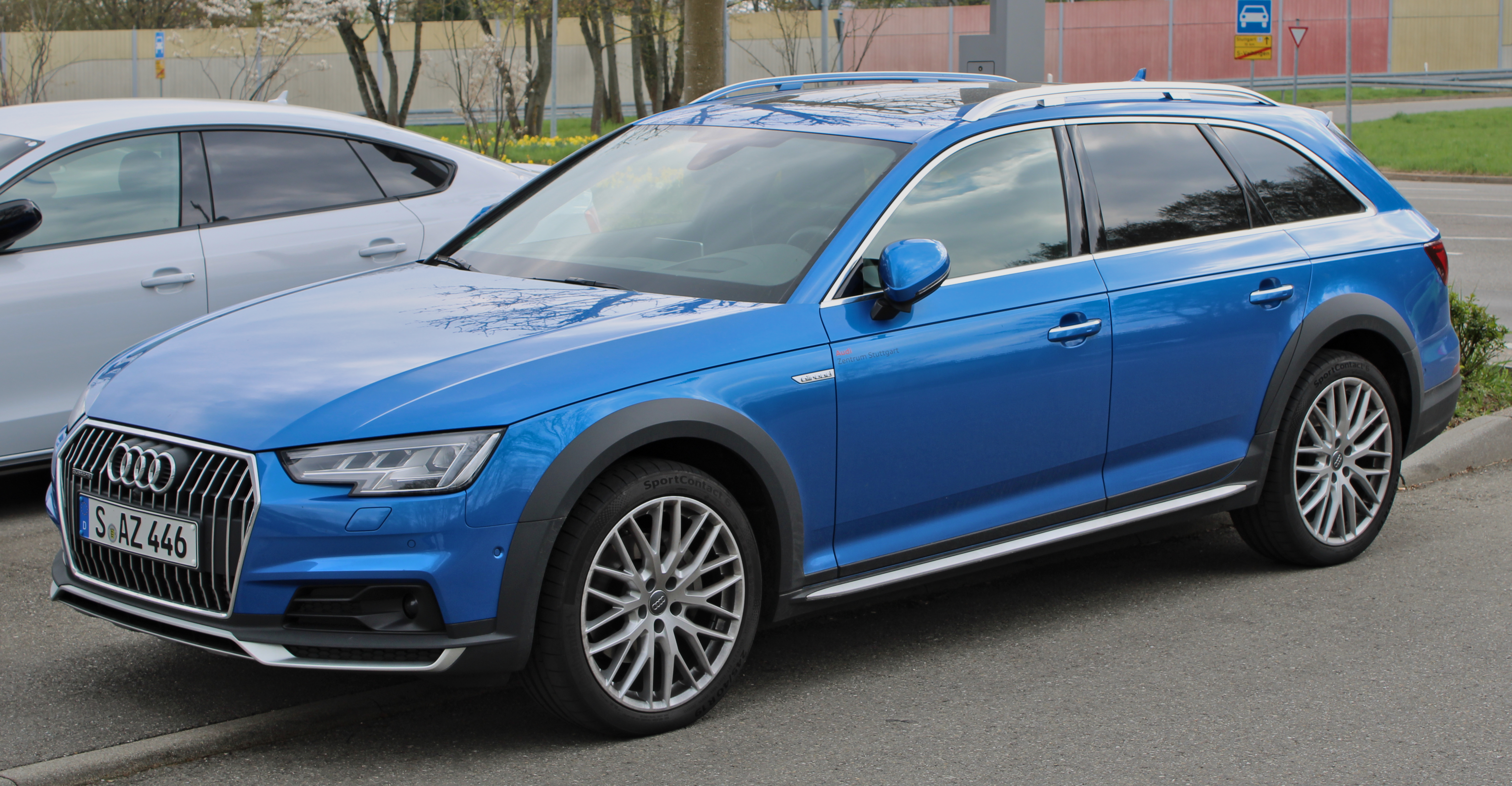
Audi A4 allroad quattro (2016–2019).
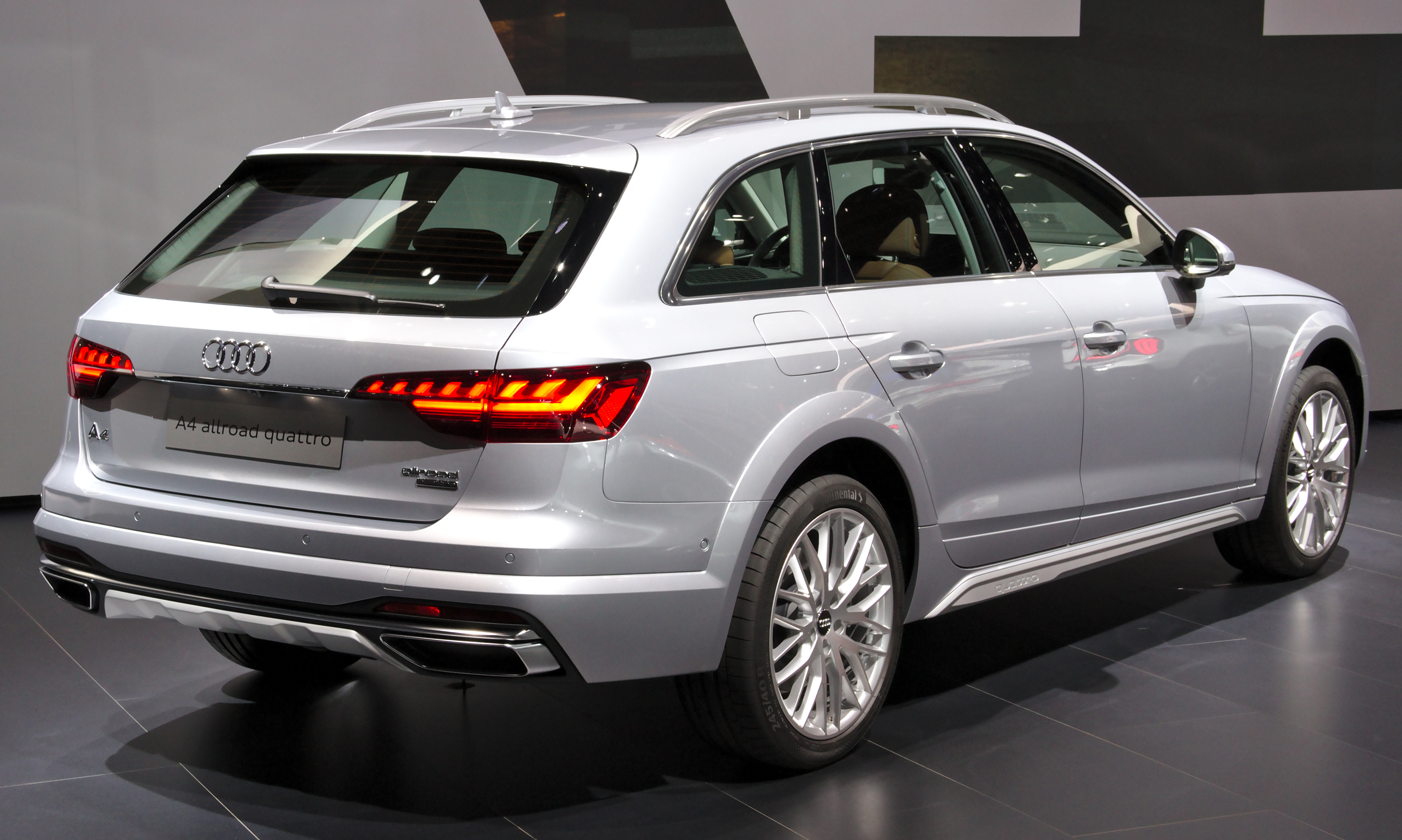
Audi A4 allroad quattro (depuis 2019).
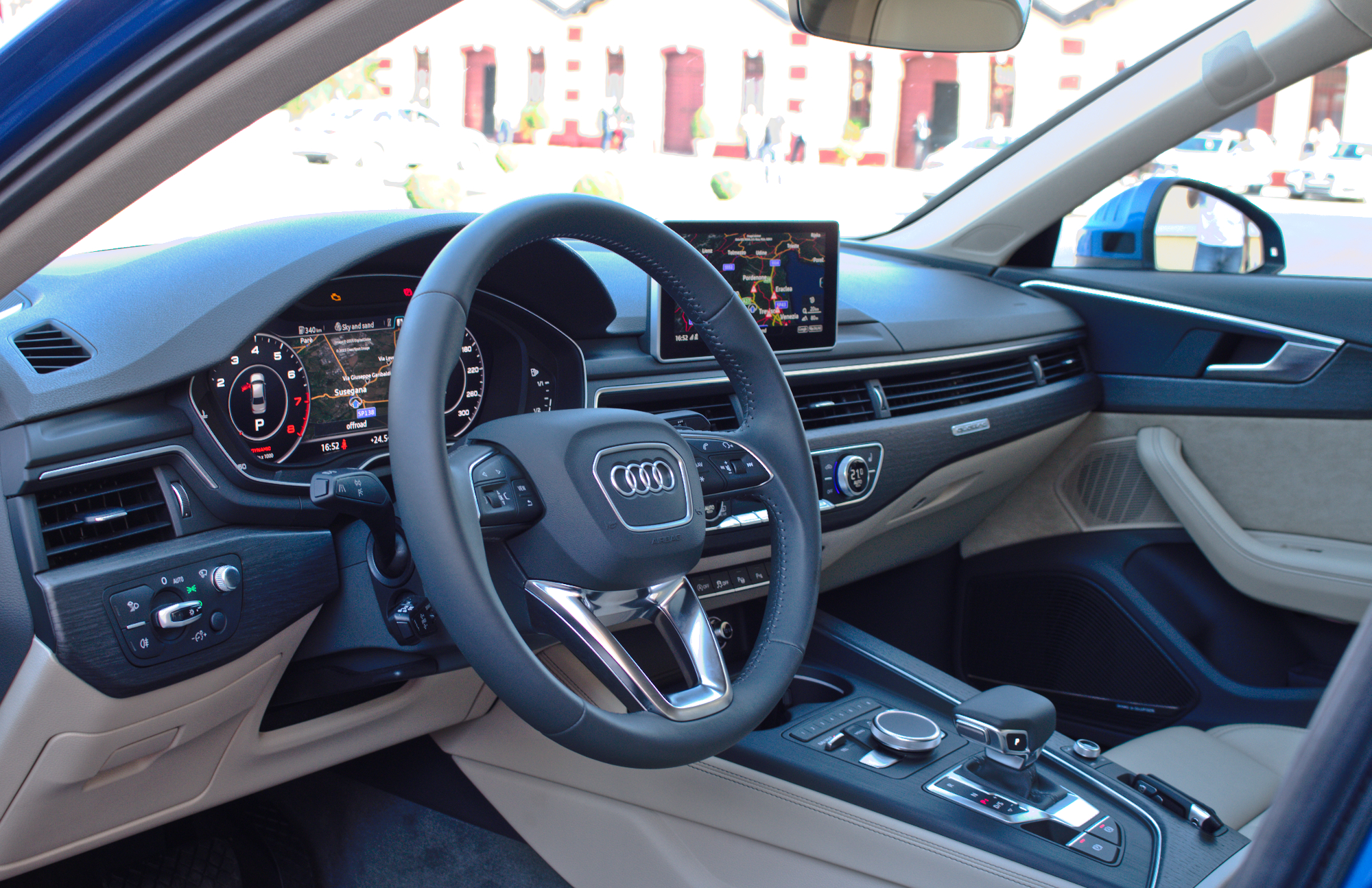
Intérieur.
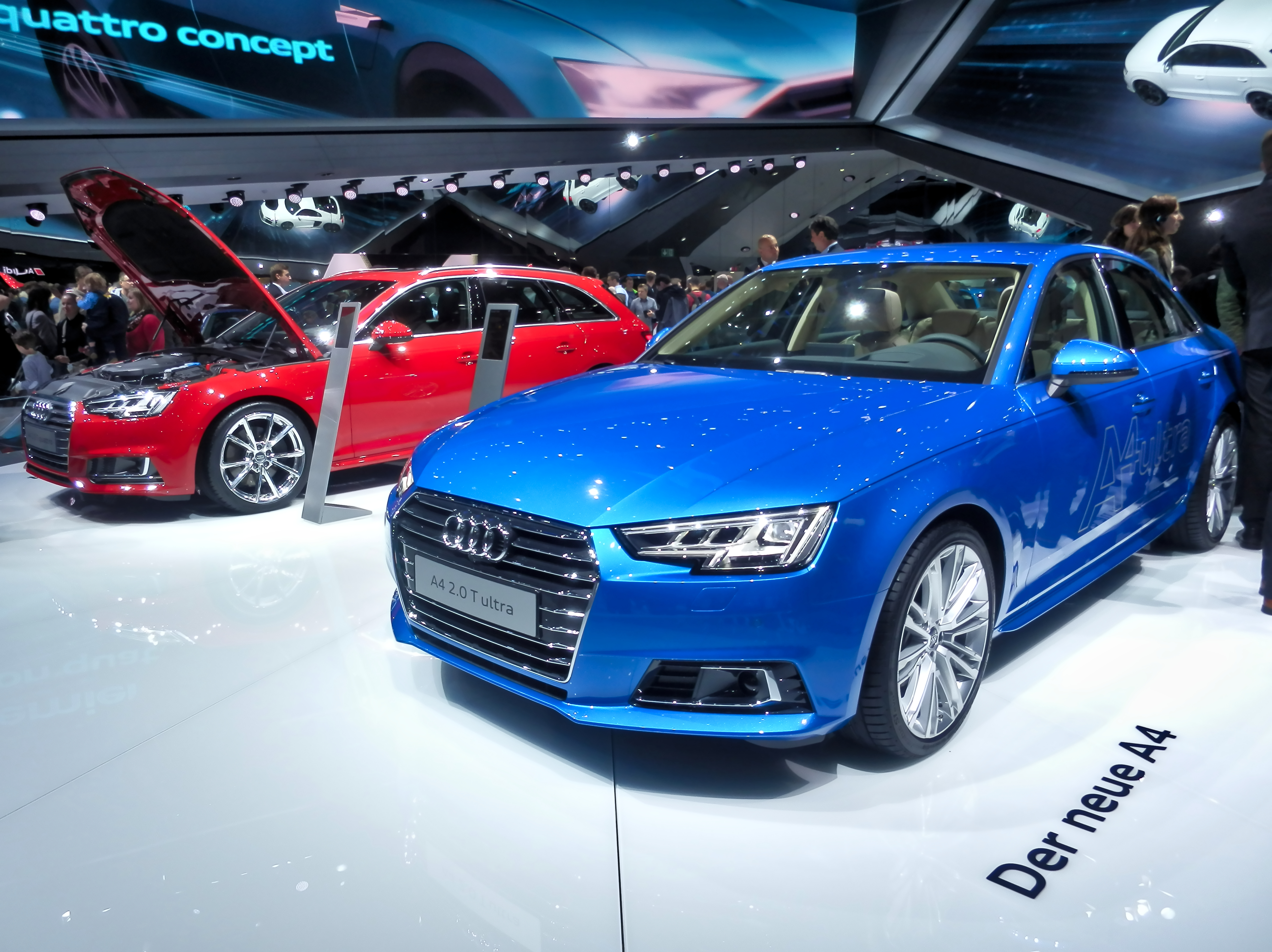
A4 berline et Avant en première au Salon de l'automobile de Francfort 2015.

### Équipement

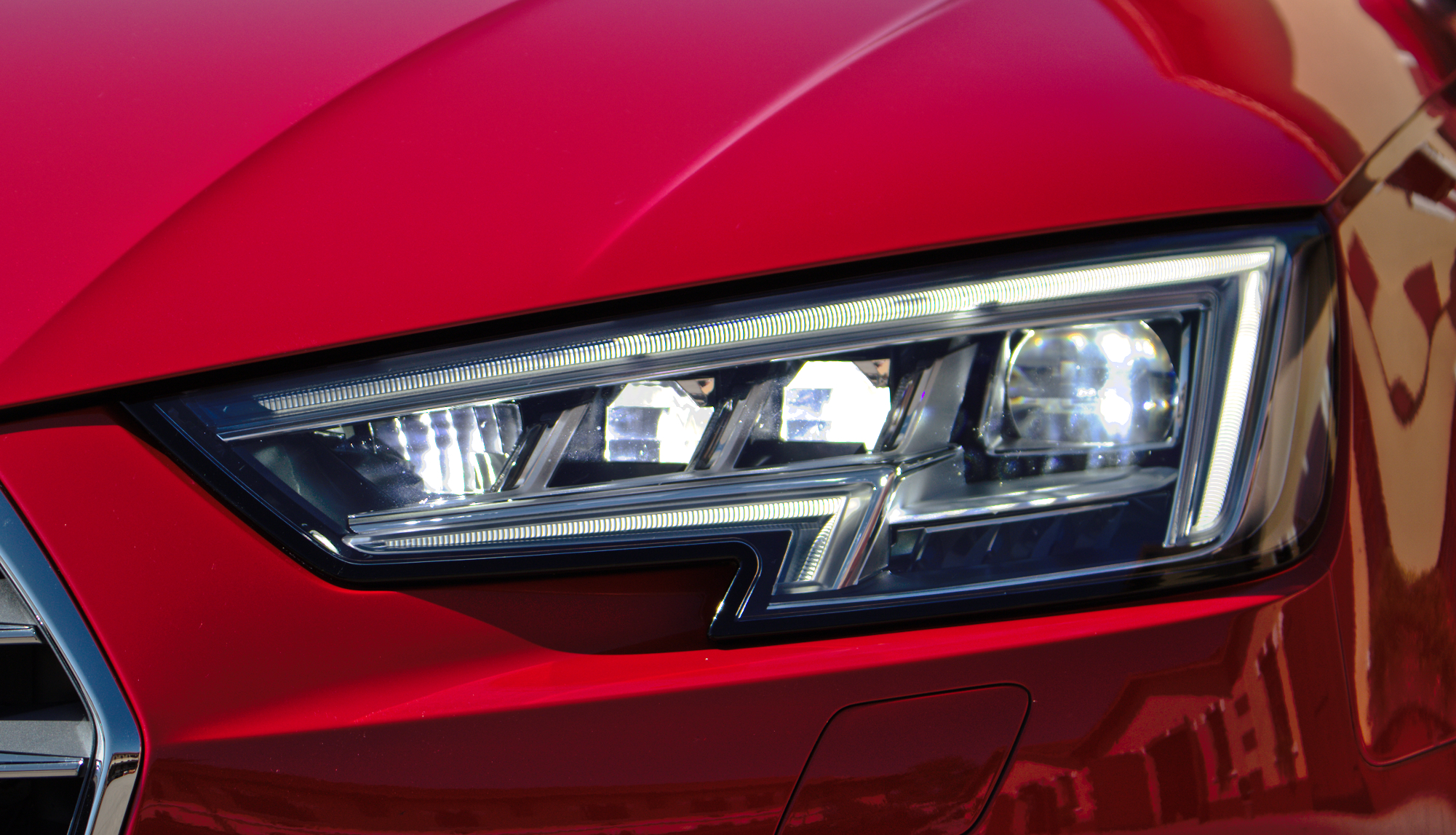
Phares avant à technologie Matrix LED et feux de jour.

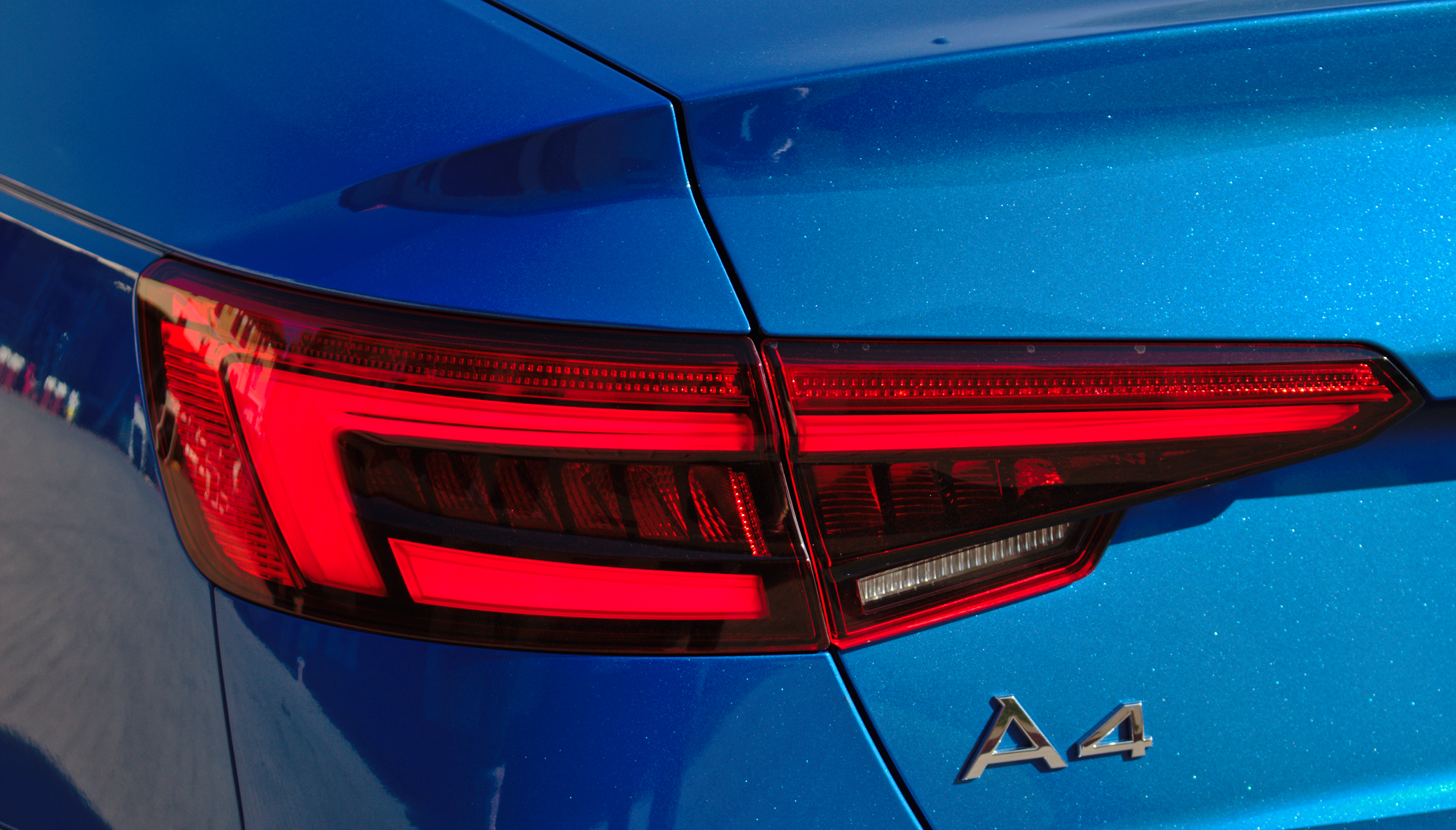
Feu arrière avec signature LED.

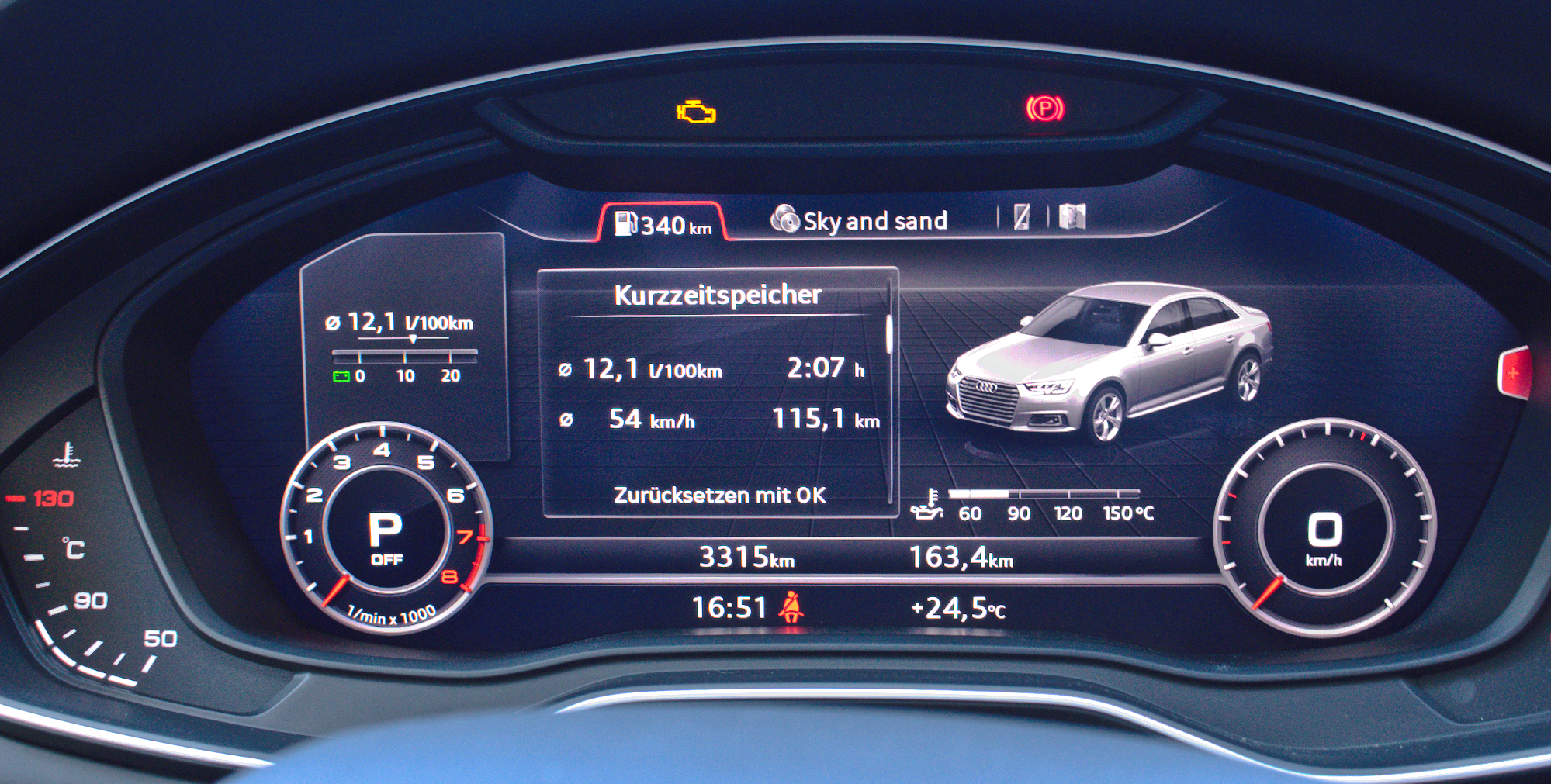
Poste de pilotage virtuel.

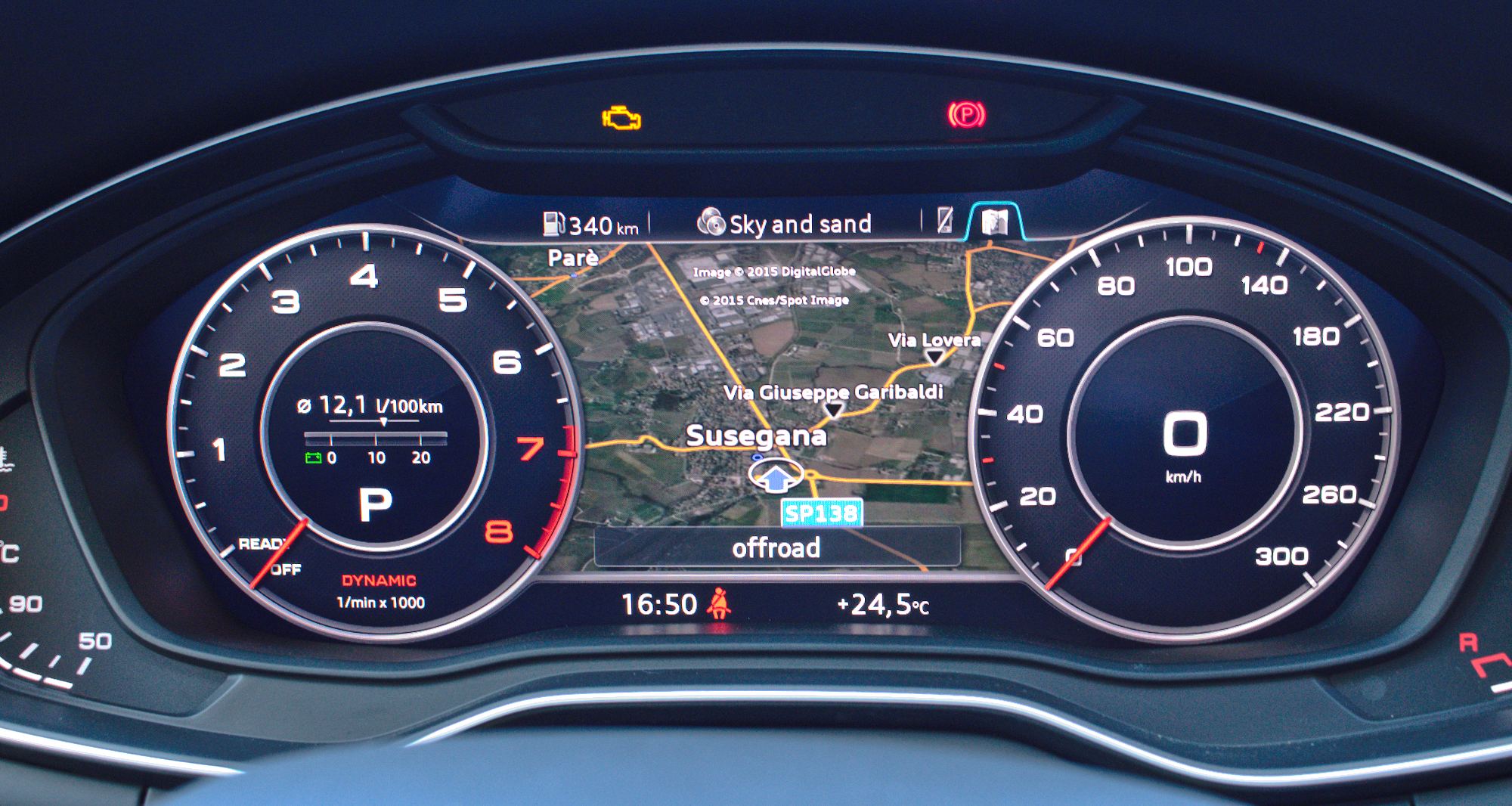
Poste de pilotage virtuel avec vue cartographique dans l’A4 B9.

Avec l'introduction de l'Audi A4 B9, trois nouvelles gammes d'équipement de base sont proposées :
- A4 : L'équipement de base comprend des jantes en aluminium de 16 pouces et un volant multifonction.
- A4 Sport : La gamme d'équipement sportif comprend un volant multifonction en cuir, des jantes en aluminium de 17 pouces, des sièges sport et le forfait brillance.
- A4 Design : L’équipement haut de gamme comprend un volant multifonction en cuir, des jantes en aluminium de 17 pouces, une console centrale avec revêtement en similicuir et le forfait lumière et brillance.

De plus, avec les gammes d'équipement A4 Sport et A4 Design, les barres transversales des prises d'air, de la calandre ainsi que de l'insert du diffuseur arrière sont chromés. Le démarrage sans clé et un limiteur de vitesse, qui limite le véhicule à la vitesse maximale définie, sont de série sur tous les modèles.
Tous les véhicules sont également équipés de feux xénon et de feux diurnes à LED, les phares à halogènes ne sont plus proposés. Des phares à LED ou à matrice LED sont disponibles en option. Ces derniers permettent des feux de route sans éblouissement grâce à une répartition lumineuse variable. De plus, les feux arrière utilisent également la technologie LED. Le contrôle de la dynamique de conduite Audi Drive Select, avec lequel les caractéristiques de la pédale d'accélérateur, du réglage de la transmission automatique et du rapport du système de direction peuvent être modifiés, est standard sur les véhicules d'une puissance de 140 kW (190 ch) ou plus. Un châssis adaptatif avec commande d'amortissement électronique est également disponible en tant qu'équipement supplémentaire.
À l'intérieur, le cockpit virtuel, connu des autres modèles Audi, est disponible en option. Le groupe d'instrumentations analogiques du conducteur est remplacé par un écran LCD de 12,3 pouces avec une définition de 1440 × 540 pixels, qui affiche la vitesse kilométrique, la vitesse du moteur, ainsi que d'autres paramètres du véhicule comme les médias ou les informations de navigation. Pour la première fois dans l’A4, la couleur de l'éclairage intérieur à LED peut également être modifiée, en option.
Le service Audi Connect, connu de la prédécesseur, est disponible pour accéder aux services en ligne via une connexion Bluetooth avec un téléphone mobile compatible avec Internet ou à l'aide d'une carte SIM séparée. Une nouvelle fonctionnalité est l'interface pour smartphone d’Audi, qui utilise Apple CarPlay et Google Android Auto pour fournir via le port USB des services de smartphone dans le système d'infodivertissement. Un système audio 3D de Bang & Olufsen avec une puissance totale de 755 watts est également disponible, aussi avec une mise à niveau vers le système d'infodivertissement. Un système de divertissement permettant de monter des tablettes sur les dossiers des sièges avant pouvait également être commandé jusqu'à ce qu'il soit abandonné avec l'année modèle 2018, qui a été introduite mi-2017. Pour ce système de divertissement pour les passagers arrière, Audi a également proposé sa propre tablette de 10,1 pouces avec système d'exploitation Android, qui pouvait se connecter au véhicule pour accéder aux fonctions du système d'infodivertissement.
Les systèmes de sécurité, de confort et d'aide à la conduite ont été considérablement revus par rapport à la prédécesseur. L'assistant de freinage d'urgence Pre Sense City est standard dans la B9. À des vitesses allant jusqu'à 40 km/h et lorsqu'une collision est imminente, le système, assisté par caméra, peut effectuer un freinage autonome complet. Un avertissement de freinage et une intervention de freinage réduisant l'impact ont lieu jusqu'à 85 km/h. La capacité de contrôle et de fonctionnement du système Pre-Sense peut être étendue en ajoutant des systèmes d'assistance supplémentaires.
Le nouveau régulateur de vitesse adaptatif fonctionne désormais sur les modèles à transmission automatique de 0 à 250 km/h (à partir de 30 km/h sur les modèles à transmissions manuelles, comme auparavant). Avec les transmissions automatiques, le système peut arrêter et redémarrer le véhicule indépendamment à l'aide de la fonction stop-start. L’"Assistant d’Embouteillage" dirige, freine et accélère également le véhicule de manière indépendante dans la circulation lente. À l'aide des données de navigation et de la reconnaissance des panneaux de signalisation, un "assistant d'efficacité prédictive" est proposé, selon Audi, il peut réduire jusqu'à dix pour cent la consommation de carburant sur les routes de campagne. D'autres nouvelles fonctions telles que l’assistant d'évitement, l’assistant dans les virages, l'assistant au trafic transversale et l'avertissement de sortie de route sont fournies par l'assistant de changement de voie (Side Assist) et l'alerte de franchissement involontaire de ligne (Active Lane Assist). Pour la première fois dans l'histoire de l'A4, un affichage tête haute, une reconnaissance des panneaux de signalisation et un assistant de stationnement autonome sont également disponibles.

### Technologie
Selon le constructeur, le poids de l'Avant a été réduit jusqu'à 120 kilogrammes par rapport à son prédécesseur grâce à l'utilisation accrue de pièces en acier formées à chaud et de composants en aluminium. De plus, l'essieu avant à cinq bras a été perfectionné et son poids a été réduit de six kilogrammes. Au lieu d'un essieu arrière à liaison trapézoïdale, la B9 utilise un essieu arrière à cinq bras, plus léger de cinq kilogrammes. La direction électromécanique a eu un nouveau développement et il pèse 3,5 kilogrammes de moins que celle de sa prédécesseur. Le coefficient de traînée (cx) de la caisse est de 0,23 (pour la berline) et 0,26 (pour l’Avant).
Du côté des motorisations essence, un moteur turbo de 1,4 litre est proposé pour la première fois dans l'A4. Le moteur quatre cylindres à injection directe de carburant délivre 110 kW (150 ch) et consomme jusqu'à 21 % de carburant en moins que le moteur turbo de 1,8 litre de 125 kW (170 ch) du modèle précédent. Contrairement au moteur essence de 2,0 litres, celui-ci est équipé d'une courroie crantée qui, selon le constructeur, devrait être sans entretien. Le moteur turbo de 2,0 litres de la B9 développe entre 140 kW (190 ch) et 185 kW (252 ch). Par rapport à son prédécesseur, le taux de compression a été augmenté de 9,7 à 11,7:1 pour réduire davantage la consommation de carburant. Une variante du moteur de 2,0 litres et de 125 kW (170 ch) a été conçue pour le fonctionnement au gaz naturel, il est apparue dans l'A4 Avant g-tron en août 2017. Selon le constructeur, l'autonomie de la variante au gaz naturel devrait être de 500 km en fonctionnement au gaz, le réservoir d'essence de 25 litres devrait permettre 450 km supplémentaires.
Le moteur diesel quatre cylindres de 2,0 litres à une puissance comprise entre 110 kW (150 ch) et 140 kW (190 ch). Comme sa prédécesseur, ce modèle répond à la norme antipollution Euro 6 grâce à un catalyseur avec réduction catalytique sélective et à un additif AdBlue. Le réservoir d'AdBlue contient 12 litres (20,5 l pour la prédécesseur). Un réservoir de 24 litres est également disponible moyennant un supplément. Une autre variante du moteur TDI de 2,0 litres et 90 kW (122 ch) est apparue en 2016. Le moteur diesel V6 de 3,0 litres révisés était initialement proposé avec 200 kW (272 ch) et une transmission intégrale (quattro). Un autre moteur avec un niveau de performance de 160 kW (218 ch) et une traction avant est apparu lors du lancement sur le marché en octobre 2015, il a ensuite été complété par une variante quattro. En plus d'un catalyseur à stockage de NOX et d'un filtre à particules diesel à réduction catalytique sélective, les moteurs diesel V6 disposent d'un turbocompresseur à réglage électrique.
Avec l'introduction de cette génération d’A4, la précédente transmission automatique Multitronic à variation continue n'est plus disponible. Presque tous les moteurs, à l'exception du V6 diesel de 200 kW, étaient disponibles avec la transmission à double embrayage S tronic à sept rapports lors du lancement sur le marché. Une transmission manuelle à six rapports est également disponible, avec un boîtier en magnésium plus léger de 16 kilogrammes. Le V6 TDI de 200 kW (272 ch) est équipé, de série, d'un nouveau convertisseur de couple automatique tiptronic à huit rapports.
Par rapport à sa prédécesseur, la capacité du réservoir de carburant des moteurs diesel quatre cylindres avec la traction avant a été réduite à 40 litres (environ 20 litres de moins). Pour ces moteurs, un réservoir de 54 litres est disponible moyennant un supplément, ceci est de série pour les moteurs essence avec la traction avant et le V6 TDI de 160 kW (218 ch). En revanche, le réservoir des véhicules avec la traction intégrale peut contenir 58 litres. Alors que la capacité totale des quatre réservoirs individuels de gaz naturel en fibre de carbone de l'Audi A4 Avant g-tron est de 19 kg, un réservoir de 25 litres est installé pour le moteur essence.
À l'exception des modèles avec le moteur TFSI de 2.0 L et 185 kW (252 ch) et de la variante au gaz naturel, tous les modèles avec moteurs quatre cylindres et traction avant sont également disponibles en tant que modèles "Ultra". Ceux-ci devaient consommer moins de carburant que les modèles avec les moteurs de même puissance grâce à une carrosserie à débit optimisé, un réglage de transmission modifié, des pneus à résistance au roulement optimisée et une vitesse de pointe limitée.
Pour les modèles avec les moteurs TFSI de 2.0 L (185 kW/252 ch) et TDI de 2.0 L (110/140 kW ou 150/190 ch avec boîte manuelle à 6 rapports), le nouveau concept de transmission intégrale « quattro avec technologie Ultra » est disponible depuis début 2017 est utilisé dans l'A4 allroad quattro depuis 2016. Contrairement à la transmission intégrale permanente précédente avec différentiel Torsen ou à couronne, un embrayage à griffes est installé sur l'essieu arrière, qui désactive la traction arrière en découplant l'arbre à cardan de la boîte de vitesses et en l'arrêtant. Pour engager les roues arrière, un système de commande électronique ferme un embrayage multidisque et engage l'embrayage à crabots dès que l'arbre à cardan atteint la vitesse appropriée. Ces mesures visent à accroître l'efficacité et à économiser du carburant,.
L'A4 a reçu la meilleure note de cinq étoiles au crash test Euro NCAP 2015. Dans le détail, le véhicule a obtenu 90 % des points pour la protection des occupants, 87 % pour la sécurité des enfants et 75 % pour la protection des piétons.

## Transmission
L'Audi A4 est équipée de série de la traction avant. Le système de transmission intégrale quattro est disponible en option avec différents moteurs.

## Mises à niveau
Fin juin 2018, une mise à niveau de l'Audi A4 a été présentée, qui diffère principalement de sa prédécesseur avec des pare-chocs avant et arrière modifiés. À l'arrière, les sorties d'échappement rondes ont été remplacées par des couvercles trapézoïdaux dans le pare-chocs. Sur les gammes d'équipement Sport et Design, l'aspect des panneaux de ventilation du pare-chocs avant a été modifié et la bande décorative arrière chromée a été agrandie. Une autre nouveauté est l'introduction d’une désignation modifiée pour les moteurs, précédemment, la cylindrée correspondante était inscrite, elle est maintenant omise et remplacée par un nombre. L'équipement est resté inchangé, la seule nouveauté est la clé Audi connect optionnelle, connue, des autres modèles, qui permet d'ouvrir et de fermer le véhicule à l'aide d'un smartphone Android compatible avec NFC. Avec la mise à niveau, tous les moteurs répondent à la norme d'émissions Euro 6d-TEMP et sont certifiés selon le nouveau cycle de conduite avec la procédure d'essai mondiale harmonisée pour les véhicules légers, qui est obligatoire pour les nouveaux modèles de véhicules depuis le 1er septembre 2018. Début juillet 2018, on a appris que les vacances d'usine pour la production des A4 et A5 devaient être prolongées de deux semaines en raison de problèmes d'approbation de la procédure d’essai mondiale harmonisée pour les véhicules légers. L'ancien moteur essence TFSI d'une cylindrée de 1,4 litre a été remplacé par un moteur TFSI de 2 litres. Les moteurs essence disposent également d'un filtre à particules.
La livraison des premiers véhicules mis à niveau a débuté fin octobre 2018. Deux moteurs essence de 2 litres et deux moteurs diesel seront disponibles dès le lancement sur le marché. Le modèle précédent est actuellement toujours produit avec les moteurs TFSI de 2.0 L (140 kW/190 ch), TDI de 2.0 L (90 kW/122 ch) et TDI quattro de 3.0 L (160 kW/218 ch).

## Lifting
En mai 2019, le véritable lifting de la gamme B9 a été présenté, dans lequel la conception des phares et des feux arrière a été modifiée en plus de celles des pare-chocs avant et arrière. La ceinture de caisse a également été redessinée et il y a un grand espace ouvert dans la transition entre le capot et la calandre, qui est censé rappeler l'Audi Sport quattro des années 1980. Avec le lifting, les phares et feux arrière à LED sont désormais de série ; ceux-ci peuvent éventuellement être complétés par un "clignotant dynamique" ou mis à niveau vers la fonction LED matricielle.
La gamme de moteurs essence comprend trois moteurs quatre cylindres (TFSI) de 2 litres disponible avec des puissances de 110 kW (150 ch), 140 kW (190 ch) et 180 kW (245 ch). La gamme de moteurs diesel comprend quatre moteurs quatre cylindres TDI de 2 litres avec des puissances allant de 100 à 140 kW (136 à 190 ch). Un V6 TDI avec une cylindrée de 3 litres, une puissance de 170 kW (231 ch) et une transmission intégrale est également disponible. Tous les moteurs sont équipés de turbocompresseurs, d'injection directe et de filtre à particules de suie ou à particules d'essence. Les moteurs diesel disposent également d'un catalyseur de réduction catalytique sélective. Le volume du réservoir d'essence du g-tron a été réduit de 25 litres à 7 litres.
En tant que modèle haut de gamme de la gamme B9, la S4 TDI a été présentée sur le marché européen en mai 2019 avec un moteur diesel V6. Le moteur de 3 litres à une puissance de 255 kW (347 ch), offre 700 Nm de couple et dispose d'un système électrique de bord de 48 V, qui, entre autres, entraîne électriquement un compresseur. Le moteur essence V6 TFSI de 3 litres et 260 kW (354 ch), connu, de l'année précédente continuera d'être disponible pour d'autres marchés.
Tous les moteurs, à l'exception du TDI de la S4, disposent d'un système hybride doux de 12 volts avec un générateur de démarrage entraîné par courroie et une batterie lithium-ion. Ce système est utilisé en mode roue libre avec, entre autres, les transmissions automatiques et pour le système start/stop.
À l'intérieur, l'écran TFT monté sur le tableau de bord a été remplacé par un écran tactile standard de 10,1 pouces avec une définition de 1520 × 720 pixels. Le fonctionnement via la fonction tactile du nouvel écran élimine l'ancien bouton rotatif/poussoir de la console centrale. La résolution du tableau de bord virtuel de 12,3 pouces a été augmentée à 1920 × 720 pixels et le système d'infodivertissement est basé sur la troisième génération de la "matrice d'infodivertissement modulaire", le MIB3. Le MIB3 permet d'utiliser jusqu'à six profils de conducteur différents via la finition Audi Connect, qui est disponible moyennant un supplément, et peut fournir des informations sur les panneaux de signalisation, les dangers, les feux de circulation ou le stationnement via des services en ligne. Avec le lifting, les équipements d'infodivertissement peuvent également être testés et loués via un modèle d'abonnement, ou être entièrement activés. Les "fonctions à la demande" mentionnées par Audi incluent actuellement les fonctions de la radio MMI Plus standard, du DAB+ et de l'interface smartphone d’Audi.

## Période de construction
- A4 berline et break : depuis août 2015[22]
- S4 berline et break : de novembre 2016 à juin 2018, depuis mai 2019
- RS4 berline et break : de décembre 2017 à juin 2018, depuis février 2019

L’A4 B9 a été officiellement présentée fin juin 2015 sur Internet.

## Caractéristiques techniques

### Jusqu'à 2018
|                                             | 1.4 TFSI                         | 2.0 TFSI ultra                   | 2.0 TFSI g-tron                               | 2.0 TFSI                         | 3.0 TFSI (S4)              | 2.9 TFSI (RS4)             |
| ------------------------------------------- | -------------------------------- | -------------------------------- | --------------------------------------------- | -------------------------------- | -------------------------- | -------------------------- |
| Période de construction                     | 08/2015–06/2018                  | 08/2015–06/2018                  | 08/2017–03/2018                               | 08/2015–06/2018                  | 08/2015–06/2018            | 01/2018–06/2018            |
| Code moteur                                 | CVNA                             | CVKB / DEMA (MHEV)               | CVLA                                          | CYRB / DDWA (MHEV)               | CWGD                       | DECA                       |
| Série de moteurs                            | VW EA211                         | VW EA888                         | VW EA888                                      | VW EA888                         | VW EA839                   | VW EA839                   |
| Type de moteur                              | Moteur avec cylindres en ligne   | Moteur avec cylindres en ligne   | Moteur avec cylindres en ligne                | Moteur avec cylindres en ligne   | Moteur avec cylindres en V | Moteur avec cylindres en V |
| Entraînement d'arbre à cames                | courroie de distribution         | Chaîne de distribution           | Chaîne de distribution                        | Chaîne de distribution           | Chaîne de distribution     | Chaîne de distribution     |
| Système d'injection                         | Injection directe                | Injection directe                | Injection directe                             | Injection directe                | Injection directe          | Injection directe          |
| Suralimentation                             | Turbocompresseur                 | Turbocompresseur                 | Turbocompresseur                              | Turbocompresseur                 | Turbocompresseur           | Bi-Turbolader              |
| Cylindres/vannes                            | 4/16                             | 4/16                             | 4/16                                          | 4/16                             | 6/24                       | 6/24                       |
| Cylindrée                                   | 1395 cm³                         | 1984 cm³                         | 1984 cm³                                      | 1984 cm³                         | 2995 cm³                   | 2894 cm³                   |
| puissance max. à min −1                     | 110 kW (150 PS)/5000–6000        | 140 kW (190 PS)/4200–6200        | 125 kW (170 PS)/4450–6000                     | 185 kW (252 PS)/5000–6000        | 260 kW (354 PS)/5400–6400  | 331 kW (450 PS)/5700–6700  |
| couple max. à min −1                        | 250 Nm/1500–3500                 | 320 Nm/1450–4200                 | 270 Nm/1650–4400                              | 370 Nm/1600–4500                 | 500 Nm/1370–4500           | 600 Nm/1900–5000           |
| Transmission, série                         | Traction                         | Traction                         | Traction                                      | Traction                         | Quattro                    | Quattro                    |
| Transmission, option                        | —                                | —                                | —                                             | Intégral                         | —                          | —                          |
| Boîte de vitesse, Série                     | Transmission manuelle 6 rapports | Transmission manuelle 6 rapports | Transmission manuelle 6 rapports              | Transmission manuelle 6 rapports | Tiptronique à 8 vitesses   | Tiptronique à 8 vitesses   |
| Boîte de vitesse, Option                    | S tronic 7 rapports (DL382)      | S tronic 7 rapports (DL382)      | S tronic 7 rapports (DL382)                   | S tronic 7 rapports (DL382)      | —                          | —                          |
| Poids à vide                                | 1395–1490 kg                     | 1455–1535 kg                     | 1635–1670 kg                                  | 1505–1615 kg                     | 1705–1750 kg               | 1790 kg                    |
| Accélération, 0-100 km/h                    | 8,5–9,0 s                        | 7,2–7,5 s                        | 8,4–8,5 s                                     | 5,8–6,3 s                        | 4,7–4,9 s                  | 4,1 s                      |
| Vitesse maximale                            | 210 km/h                         | 236–240 km/h                     | 221–223 km/h                                  | 250 km/h                         | 250 km/h                   | 250 km/h 280 km/h          |
| Consommation de carburant aux 100 km, mixte | 5,2–5,4 l Essence                | 5,1–5,6 l Essence                | 5,5–6,5 l Essence 3,8–4,4 kg de gaz naturel   | 5,7–6,1 l Essence                | 7,3–7,6 l Essence          | 8,8 l Essence              |
| Émissions de CO 2                           | 119–128 g/km                     | 116–129 g/km                     | 126–147 g/km Essence 102–117 g/km Gaz naturel | 129–139 g/km                     | 166–175 g/km               | 199–200 g/km               |
| Norme d'émissions                           | Euro 6                           | Euro 6                           | Euro 6                                        | Euro 6                           | Euro 6                     | Euro 6                     |